# کاتوانا
کاتوانا (به لاتین: Kathwana) یک شهرک در کنیا است که مرکز شهرستان تاراکا-نیتی است.